# Ledce (powiat Kladno)
Ledce – wieś i gmina w Czechach, w powiecie Kladno, w kraju środkowoczeskim. Według danych z dnia 1 stycznia 2014 liczyła 480 mieszkańców.